# Тетрафтораммоний
Тетрафтораммо́ний NF4+ — комплексный неорганический катион, представляющий собой аммоний, все четыре атома водорода в котором замещены фтором. Тетрафтораммоний является сильным окислителем и одним из немногих устойчивых соединений (и единственным бескислородным), в которых азот имеет степень окисления +5.

## Структура
Ион тетрафтораммония изоэлектронен молекуле тетрафторметана. Аналогично ему (а также аммонию), тетрафтораммоний имеет правильную тетраэдрическую форму (атом азота в центре, атомы фтора по вершинам), длина каждой связи N-F равна примерно 124 пм, угол между каждой парой связей ≈109°28′16″.

## Соли
Ион тетрафтораммония даёт соли с разнообразными фтористыми анионами, такими, как:
- Бифторид [HF2]−;
- Тетрафторборат [BF4]−, тетрафторалюминат [AlF4]−;
- Тетрафторбромат [BrF4]−;
- Пентафториды [XF5]−, где X = Ge, Sn, Ti;
- Гексафториды [XF6]−, где X = P, As, Sb, Bi, Pt;
- Гептафториды [XF7]−, где X = W, U, Xe;
- Октафторксенонат [XeF8]2− [2]

Он также даёт соли с оксифторидами [XF5O]−, где X = Br; [XF5O]−, где X = W, U; получены соли фторсульфоновой кислоты [SO3F]−
Что касается чисто кислородных анионов, то с ними для тетрафтораммония получены только перхлорат [NF4]+[ClO4]−     и нитрат NF4+NO3−    , последняя соль интересна тем, что и в катионе, и в анионе азот имеет максимально возможную степень окисления +5.

## Получение
Соли тетрафтораммония синтезируют, окисляя трифторид азота фтором в присутствии сильных кислот Льюиса (как правило, фтористых), действующих как акцепторы фторид-иона. В оригинальном синтезе Толберга, Рьюика и Стрингхэма в 1966 году использовался пентафторид сурьмы:
{\displaystyle {\mathsf {NF_{3}+SbF_{5}+F_{2}\rightarrow [NF_{4}][SbF_{6}]}}}
Похожим образом при умеренном нагреве осуществляется синтез гексафторарсената тетрафтораммония:
{\displaystyle {\mathsf {NF_{3}+AsF_{5}+F_{2}\rightarrow [NF_{4}][AsF_{6}]}}}
Реакция фтора, трифторида бора и трифторида азота при 800 °C даёт тетрафторборат тетрафтораммония, интересный тем, что оба образующих его комплексных иона изоэлектронны:
{\displaystyle {\mathsf {NF_{3}+BF_{3}+F_{2}\rightarrow [NF_{4}][BF_{4}]}}}
Соли тетрафтораммония могут быть получены также окислением трифторида азота дифторидом криптона в присутствии фторсодержащих кислот Льюиса.

## Применение
К.О. Кристи предложил соли тетрафтораммония как твердые хранилища газообразного фтора. Некоторые из солей тетрафтораммония могут разлагаться с выделением только газообразных продуктов и были разработаны пиротехнические составы для генерации фтора.